# Francisco Medina (comisario)
Francisco Medina (San Martín, 24 de agosto de 1906) es un comisario de policía argentino que descubrió el Paso Medina, conocido en la actualidad como Paso Garibaldi, en la Cordillera de los Andes.

## Biografía
Medina fue hijo de Venero Medina y de Dolores Ortiz. Estaba casado con Filomena Maldonado, en Ushuaia nacieron sus dos hijos: Oscar Rubén y Julio César.
Hacia 1932 Medina prepara el viaje y es el guía del coronel Solari, cuando este junto a sus asistentes y oficiales cruzan la Cordillera de los Andes, saliendo desde Río Grande a Ushuaia. El año siguiente, 1933 es nombrado oficial en Ushuaia.
En esta misma década, hacía 1936, se le asigna la búsqueda de un nuevo paso cordillerano. Tarea que culminará con el descubrimiento por parte de Francisco Medina del paso cordillerano más austral de Argentina. Hacia esta época, Medina era subcomisario y estaba al mando de la comisión que encontró este paso en la cordillera fueguina, paso que uniría las poblaciones de Ushuaia y Río Grande. La comisión había sido instituida por orden del entonces gobernador Jorge Siches, capitán de navío, quien deseaba unir las dos importantes poblaciones de la isla para activar su desarrollo económico. Este paso fue conocido como Paso Medina, conocido más tarde como el Paso Garibaldi.
Hacía 1936 es designado comisario de policía de la Gobernación de Tierra del Fuego, por decreto del poder Ejecutivo. También será, más tarde, comisario de Río Grande. En 1938 figura como edecán del obispo de Viedma Nicolás Esandi, durante la estancia del nuncio en Ushuaia. En la década del 40 es el encargado de dirigir la comisión del capitán de fragata Joaquín Mora, quien fuera también director y jefe del servicio de Hidrografía Naval de Argentina. En 1944 es trasladado a la ciudad de Rawson, que correspondía a lo que se denominaba Policía de los Territorios. Finalmente, ese mismo año, será nombrado comisario de Río Grande. Recibiendo la nueva jerarquía de comisario-inspector. El hermano del general Perón, Mario Avelino Perón, quien fuera jefe de la Policía del Chubut, y director del Zoológico de Buenos Aires, trasladará a Francisco Medina en mayo de 1947 a Chubut. Cuatro años más tarde, Medina presentará su renuncia, la cual es aceptada el 7 de marzo de 1948.